# Fogó

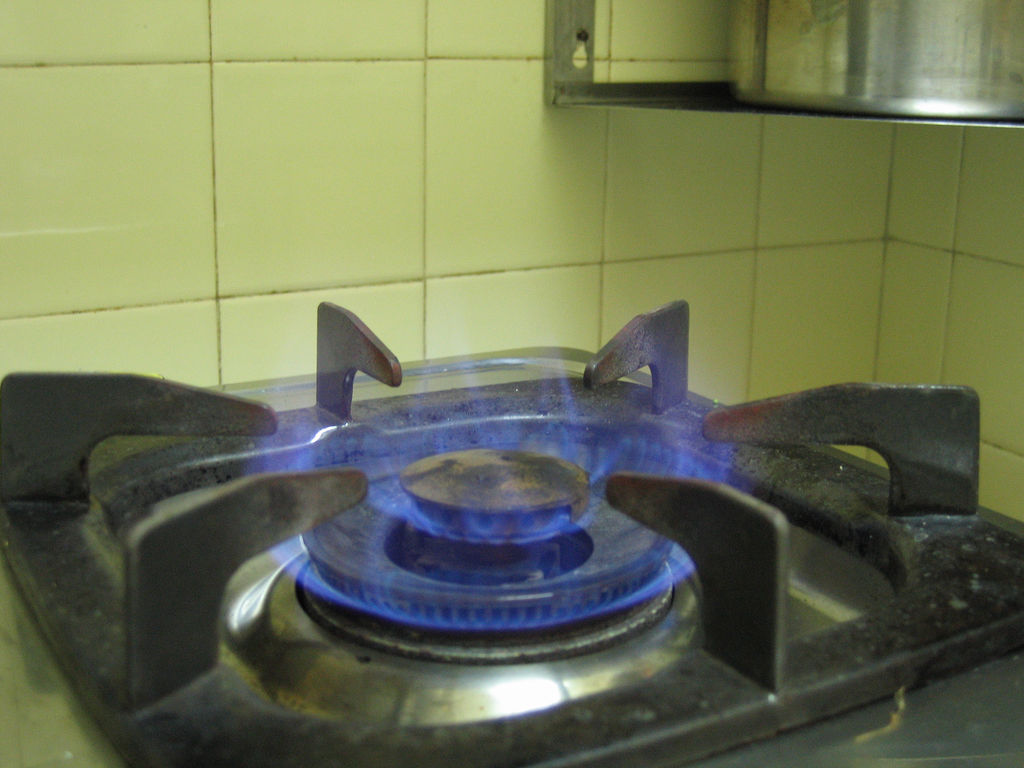
Fogó de gas

Un fogó, fogall, foguer, fornell o fornet és un fogar instal·lat a les cuines en un buit fet en un massís d'obra en forma de taula, amb un forat lateral per a donar-hi accés a l'aire i treure'n la cendra i un forat a sobre, on hom posa allò que cal escalfar. En general, al segle xxi, els fogons fan foc per mitjà de la combustió de gas butà, gas natural (metà) o gas ciutat (propà), o bé s'escalfen mitjançant una resistència elèctrica (opció que als Països Catalans emet més quantitat de pol·luents atmosfèrics i que, al món, és menys rendible energèticament). Usualment els fogons estan integrats sobre una placa de cocció o placa de focs, metàl·lica i de poc gruix, que hom encasta dins una obertura practicada en un marbre o un moble, de manera que constitueix amb aquest una superfície gairebé contínua.

## Història
Els primers fogons van ser creats entre els segles iii i VI. Inicialment van ser anomenats kamado i s'alimentaven de fusta o carbó. Els fogons de gas van aparèixer l'any 1825.